# Holger Rune
Holger Vitus Nødskov Rune (AFI: ˈhʌlˀkɐ ˈviːtsʰus ˈnøðˌskʌwˀ ˈʁuːnə; Gentofte, 29 aprile 2003) è un tennista danese.
Nel corso della sua carriera, ha vinto cinque titoli ATP in singolare, mentre nelle prove del Grande Slam ha disputato due volte i quarti di finale al Roland Garros nel 2022 e nel 2023 e una volta a Wimbledon nel 2023. Il suo miglior ranking ATP è la 4ª posizione raggiunta nell'agosto 2023.
Con il successo al Masters 1000 di Parigi 2022, è diventato il primo tennista ad aver sconfitto cinque giocatori classificati nelle prime dieci posizioni della classifica mondiale in uno stesso torneo. Ha esordito nella squadra danese di Coppa Davis nel 2018, quando non aveva ancora compiuto 15 anni.

## Biografia
Nato a Charlottenlund, sede amministrativa del comune di Gentofte, in Danimarca, è secondogenito di Anders e Aneke. Ha iniziato a praticare il tennis a sei anni imitando la sorella maggiore Alma, dopo aver smesso di giocare a calcio.

## Carriera

### Juniores
Ottiene ottimi risultati già da ragazzo, nel 2014 vince i campionati danesi under-12 in doppio misto in coppia con Clara Tauson, nel 2017 i campionati europei under-14 in singolare e a 15 anni diventa il più giovane campione danese, vincendo nel 2019 i campionati nazionali indoor. Fa il suo esordio nell'ITF Junior Circuit nell'ottobre 2016 e nel gennaio 2017 vince il primo titolo al Grade 4 Malmoe Open.
Nel settembre 2018 fa parte della squadra danese che raggiunge i quarti di finale nella Coppa Davis Junior e viene eliminata dall'Italia di Lorenzo Musetti. Nella primavera del 2019 vince due tornei consecutivi di Grade 1 e in giugno trionfa nel torneo juniores del Roland Garros battendo in finale Toby Kodat. In ottobre si aggiudica a Chengdu le ITF Junior Finals superando in finale Harold Mayot, successo con cui sale per la prima volta al primo posto della classifica mondiale juniores.

### 2018-2020: approdo al professionismo, debutto in coppa Davis e primi titoli minori
Nel 2018, a 15 anni non ancora compiuti, fa il suo esordio in Coppa Davis in occasione della sfida persa contro l'Egitto e ottiene l'unico punto della Danimarca. A giugno 2019 gioca la prima gara Challenger al torneo di Blois e supera il primo turno. A settembre sconfigge Cem İlkel nella sfida di Coppa Davis contro la Turchia. A partire dal 2020, nonostante potesse giocare fino alla fine del 2021 nel circuito juniores, si dedica esclusivamente ai tornei professionistici. A gennaio fa la sua prima esperienza nel circuito ATP e viene subito eliminato nelle qualificazioni a Auckland. Nel periodo seguente consegue risultati di rilievo nel circuito ITF, a settembre conquista i primi titoli da professionista vincendo il torneo di Klosters in singolare e la settimana dopo quello di Melilla in doppio. Prima di fine anno si aggiudica altri due tornei in singolare ed entra nelle prime 500 posizioni del ranking.

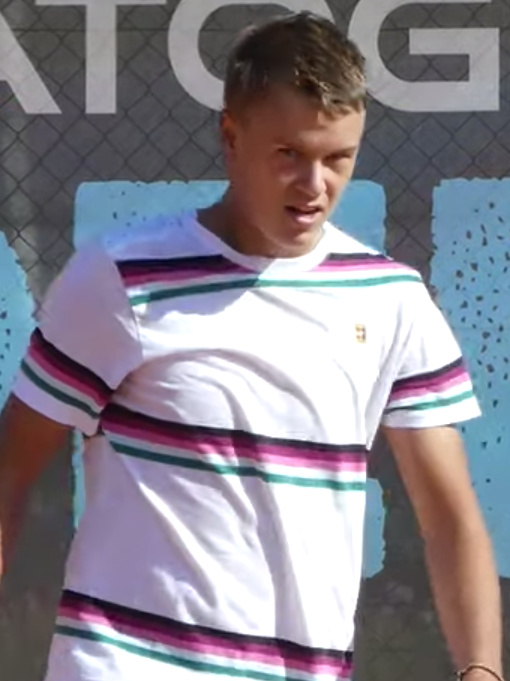
Holger Rune nel 2019

### 2021: esordio nel circuito maggiore
Dopo aver vinto due delle tre finali ITF disputate a inizio stagione, entra per la prima volta nel tabellone principale di un torneo ATP con una wild card all'Argentina Open e viene eliminato al primo turno. Supera le qualificazioni al successivo Chile Open e raggiunge i quarti di finale con i successi su Sebastián Báez e sul nº 29 del ranking Benoît Paire, a cui concede solo cinque giochi, prima di essere sconfitto da Federico Delbonis. Disputa il suo primo Masters 1000 con una wild card a Monte Carlo e viene subito eliminato da Casper Ruud. Esce al primo turno anche a Barcellona, dove supera le qualificazioni e perde il tie-break del set decisivo contro Albert Ramos Viñolas.
A fine maggio gioca all'Open di Oeiras la sua prima finale in un Challenger e viene sconfitto da Gastão Elias. La settimana successiva si aggiudica a Biella il primo titolo Challenger battendo in finale Marco Trungelliti con il punteggio di 6–3, 5–7, 7–6, successo che lo porta alla 231ª posizione mondiale. Nei mesi seguenti continua a scalare il ranking e, dopo il secondo turno raggiunto nei tornei ATP di Båstad e a Kitzbühel, ad agosto entra nella top 200. Conquista altri due titoli Challenger consecutivi a San Marino e Verona, superando nelle rispettive finali Orlando Luz e Nino Serdarušić.
Alla prima esperienza in una prova dello Slam, supera le qualificazioni agli US Open e al primo turno strappa un set a Novak Đoković, nº 1 del mondo e futuro finalista; a fine torneo sale alla 136ª posizione. Passa le qualificazioni anche a Metz; con i successi su Bernabé Zapata Miralles e sul nº 24 ATP Lorenzo Sonego si spinge fino ai quarti di finale e viene sconfitto da Pablo Carreño Busta. Dopo alcuni risultati mediocri, a novembre vince il Challenger di Bergamo superando in finale Cem İlkel in due set. Si qualifica alle Next Generation ATP Finals ed esce di scena al round robin con un bilancio di due sconfitte e una vittoria. La settimana seguente raggiunge la semifinale al Challenger di Pau, che gli vale la 103ª posizione nel ranking.

### 2022: primi titoli ATP, primo Masters 1000 e top 10

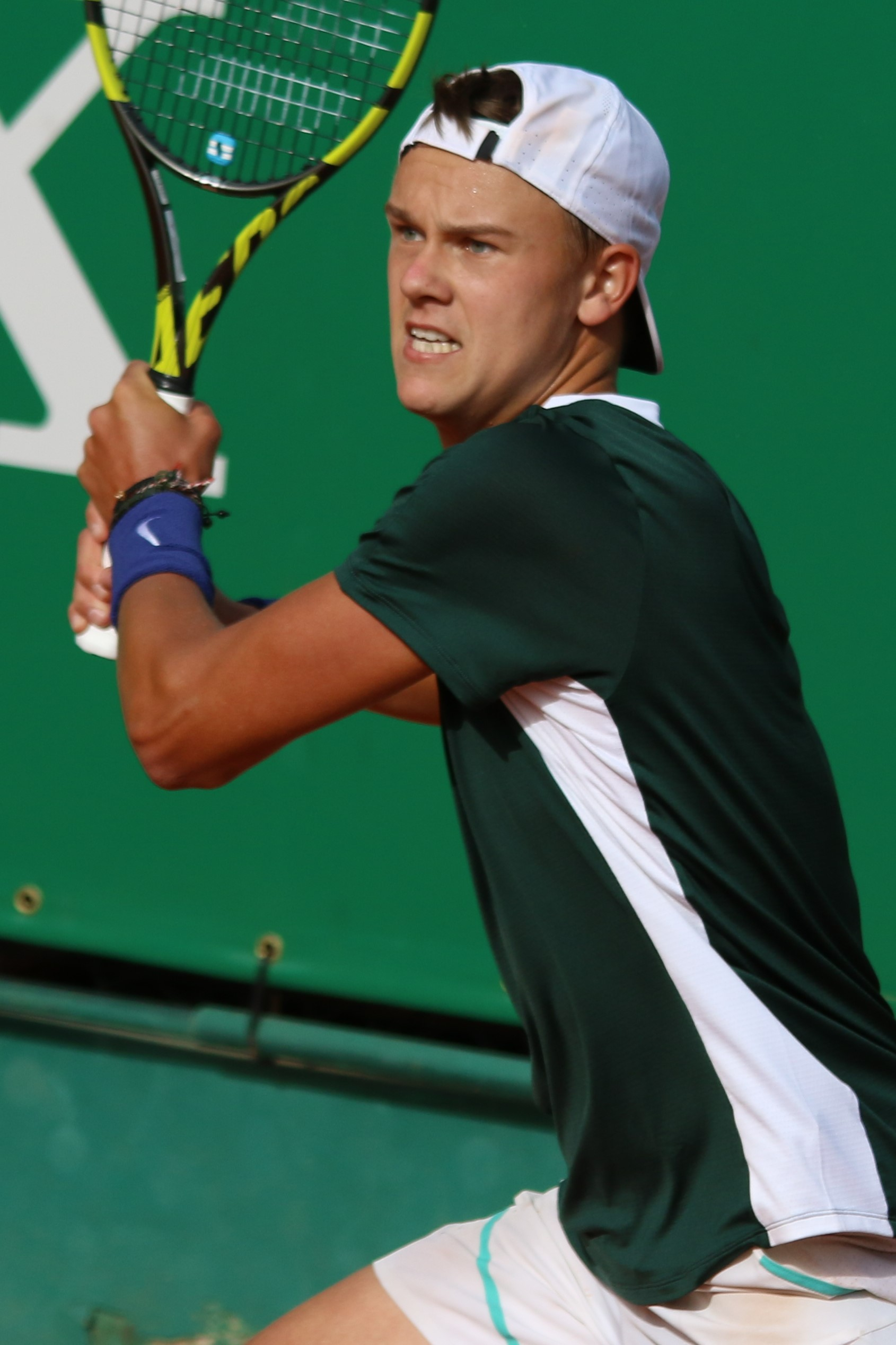
Holger Rune a Monte Carlo nel 2022

A inizio stagione viene eliminato al primo turno dell'ATP di Adelaide 1 e nelle qualificazioni dell'Adelaide 2, nel quale gioca per la prima volta in doppio nel circuito maggiore ed esce di scena al secondo turno. Il 17 gennaio entra per la prima volta nella top 100 in singolare, al 99º posto. Entra nel tabellone dell'Australian Open senza passare per le qualificazioni e al primo turno cede al quinto set contro Kwon Soon-woo. Eliminato al secondo turno in singolare all'ATP di Marsiglia, nel torneo di doppio viene sconfitto in semifinale in coppia con Hugo Gaston, dopo aver eliminato le teste di serie nº 1 Pierre-Hugues Herbert / Nicolas Mahut. A Indian Wells supera Ugo Humbert e strappa un set al nº 16 del mondo Matteo Berrettini, che s'impone in tre set. Ad aprile si aggiudica il Challenger di Sanremo battendo in finale Francesco Passaro. A Monte Carlo supera le qualificazioni e sconfigge poi il nº 30 del ranking Aslan Karacev, e come l'anno precedente viene eliminato da Casper Ruud.
A maggio approfitta del ritiro di Botic van de Zandschulp nella finale di Monaco di Baviera e conquista il primo titolo nel circuito maggiore; non perde alcun set in tutto il torneo ed elimina tra gli altri il nº 3 del ranking Alexander Zverev (6–3, 6–2), ottenendo la prima vittoria in carriera contro un top 10. Con questi successi sale alla 40ª posizione mondiale. Al torneo di Lione perde in semifinale contro Cameron Norrie e il buon momento di forma prosegue al suo debutto al Roland Garros, supera al turno d'esordio Denis Shapovalov e negli ottavi il nº 4 del mondo Stefanos Tsitsipas, prima di cedere in quattro set nei quarti a Casper Ruud, futuro finalista. A fine torneo si attesta al 28º posto in classifica. Nei successivi tornei subisce sei sconfitte consecutive, torna alla vittoria dopo due mesi a Washington e viene eliminato al secondo turno, così come al Masters canadese, dove raccoglie solo tre game contro il futuro vincitore Pablo Carreño Busta. Raggiunge la semifinale in doppio a Cincinnati assieme a Tsitsipas, e danno forfait prima dell'incontro. Esce al secondo turno anche agli US Open sia in singolare, contro Norrie, che in doppio, ed entra per la prima volta nella top 200 nel ranking di doppio.
Eliminato nei quarti di finale a Metz da Bublik, a ottobre annuncia l'ingaggio come nuovo coach di Patrick Mouratoglou. Subito raggiunge per la seconda volta una finale ATP a Sofia, approfittando del ritiro in semifinale di Jannik Sinner, e viene sconfitto dalla sorpresa del torneo Marc-Andrea Hüsler in due set. Al successivo torneo di Stoccolma si aggiudica il secondo titolo ATP battendo in finale Stefanos Tsitsipas con un doppio 6–4. A Basilea disputa la sua prima finale in un torneo ATP 500 e perde in due set contro Félix Auger-Aliassime; a fine torneo fa il suo ingresso nella top 20. Dopo il successo al primo turno del Paris Masters su Stan Wawrinka, elimina i top 10 Hubert Hurkacz, Andrej Rublëv, il nº 1 del mondo Carlos Alcaraz, che si ritira durante il secondo set, e in semifinale Auger-Aliassime, reduce da 16 vittorie consecutive. Nella sua quarta finale consecutiva, la più prestigiosa da inizio carriera, ha la meglio su Novak Đoković con il punteggio di 3–6, 6–3, 7–5, aggiudicandosi il primo titolo in un Masters 1000 ed entrando per la prima volta nella top 10, alla 10ª posizione.

### 2023: quarto titolo ATP, finali a Monte-Carlo e Roma e nº 4 del mondo
A gennaio raggiunge per la prima volta il quarto turno agli Australian Open e viene eliminato al tie-break del set decisivo da Andrej Rublëv, vedendosi annullati due match-point. Si spinge fino alle semifinali a Montpellier – dove cede a Maxime Cressy – e all'ATP 500 di Acapulco, dove viene eliminato da Alex de Minaur che vincerà il titolo. Sconfitto da Stan Wawrinka al terzo turno di Indian Wells, al Miami Open cede il passo al quarto turno a Taylor Fritz. Inaugura la stagione sul rosso al Masters di Monte Carlo e si spinge fino all'ultimo atto battendo tra gli altri Daniil Medvedev e Jannik Sinner. In finale cede nuovamente ad Andrej Rublëv, questa volta per 7–5, 2–6, 5–7. Si conferma campione all'ATP 250 di Monaco di Baviera, in finale ritrova come l'anno prima Botic van de Zandschulp e si impone con il punteggio di 6–4, 1–6, 7–6 dopo aver annullato 4 match-point. Eliminato al secondo turno del Madrid Open da Alejandro Davidovich Fokina, raggiunge la finale agli Internazionali d'Italia; nei quarti sconfigge in tre set il nº 1 del mondo Novak Đoković, ponendo fine alla striscia di 18 edizioni consecutive nelle quali almeno uno tra Rafael Nadal e Đoković aveva disputato la finale. In semifinale ha la meglio in rimonta su Casper Ruud e, alla sua terza finale in un Masters 1000, cede a Daniil Medvedev con il punteggio di 5–7, 5–7. A fine torneo porta il best ranking alla 6ª posizione mondiale.
All'Open di Francia elimina tra gli altri Christopher Eubanks e Francisco Cerúndolo e, come l'anno precedente, perde nei quarti contro Casper Ruud. Arriva in semifinale al Queen's e cede in due set ad Alex de Minaur. Vince i suoi primi incontri in carriera a Wimbledon, al terzo turno si impone al quinto set su Davidovich Fokina dopo aver salvato due match point, supera quindi Grigor Dimitrov e nei quarti perde in tre set contro il vincitore del torneo Carlos Alcaraz. Nonostante le sconfitte al turno di esordio a Toronto e a Cincinnati, il 21 agosto sale al 4º posto del ranking. Esce al primo turno anche agli US Open, sconfitto in quattro set da Roberto Carballés Baena. Nella sfida di Coppa Davis contro il Brasile viene sconfitto da Thiago Monteiro.
Dopo l'uscita al secondo turno a Pechino, perde al turno di esordio nei successivi tornei di Shanghai e di Stoccolma. Il 19 ottobre ufficializza Boris Becker come nuovo coach e subito arriva in semifinale all'ATP 500 di Basilea in cui viene sconfitto da Felix Auger-Aliassime. Nei quarti di finale del Paris Masters ritrova Đoković, che si prende la rivincita della finale persa l'anno prima imponendosi in tre set. Si qualifica per le per le ATP Finals e viene eliminato nel round robin con le sconfitte in tre set subite contro Đoković e Jannik Sinner, nonostante il walkover concessogli da Stefanos Tsitsipas. Dopo la fine del rapporto con il coach Patrick Mouratoglou, a fine anno interrompe la collaborazione anche con il suo storico allenatore Lars Christensen ed entra nel suo team l'ex-allenatore di Federer Severin Lüthi, che affianca Becker e Kenneth Carlsen.

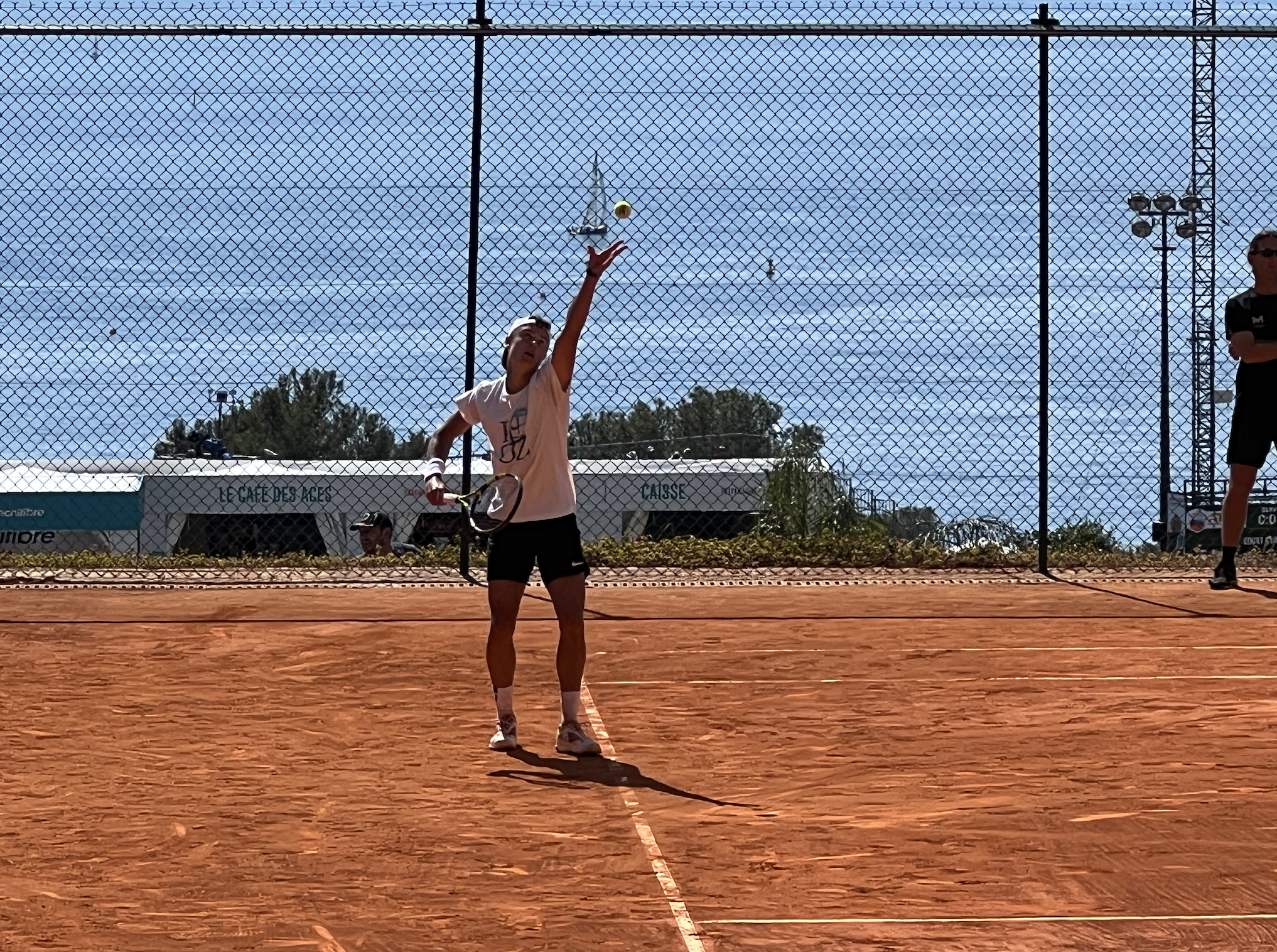
Holger Rune in allenamento nel 2023

### 2024: una finale ATP e uscita dalla top 10
Inizia la nuova stagione raggiungendo la finale a Brisbane e cede a Grigor Dimitrov con il punteggio di 7–6 6–4. L'uscita al secondo turno degli Australian Open per mano di Arthur Cazaux e il ritiro nella semifinale contro Borna Ćorić a Montpellier lo inducono a rompere i rapporti iniziati alla fine del 2023 con Luthi e Becker e riprende la collaborazione con Mouratoglou. Non supera il secondo turno a Rotterdam e perde in semifinale all'altro ATP 500 di Acapulco contro Casper Ruud. A Indian Wells raggiunge i quarti con i successi su Lorenzo Musetti e Taylor Fritz e viene sconfitto da Daniil Medvedev, mentre al Miami Open esce al primo turno per mano di Fábián Marozsán. Al Monte Carlo Masters supera Dimitrov annullando due match-point. Nei quarti cede in tre set a Jannik Sinner – che aveva sconfitto in semifinale l'anno precedente – ed esce dalla top 10 dopo oltre 15 mesi. In semifinale a Monaco di Baviera raccoglie solo due giochi contro il vincitore del torneo Jan-Lennard Struff.
Esce al terzo turno a Madrid e a Roma e al quarto turno al Roland Garros e a Wimbledon. Sconfitto nei quarti all'ATP 500 di Amburgo, non prende parte ai Giochi olimpici di Parigi. Viene eliminato al terzo turno a Montreal e perde contro Frances Tiafoe la semifinale al Cincinnati Open, dopo aver sconfitto tra gli altri Matteo Berrettini e l'emergente Jack Draper. Perde a sorpresa al primo turno agli US Open contro Brandon Nakashima e all'Hangzhou Open contro il nº 160 ATP Uchiyama. Si riscatta raggiungendo la semifinale a Tokyo, persa contro Arthur Fils. Al quarto turno dello Shanghai Masters raccoglie solo tre giochi contro Taylor Fritz.  A fine ottobre si riunisce con il suo storico coach, Lars Christensen. Viene sconfitto in semifinale allo Swiss Indoors da Giovanni Mpetshi Perricard, futuro vincitore del torneo. Esce nuovamente in semifinale al Paris Masters per mano di Alexander Zverev, dopo aver battuto nei quarti Alex de Minaur.

### 2025: finale a Indian Wells, quinto titolo ATP e rientro in top 10
Sconfitto al primo turno all'esordio stagionale a Brisbane, all'Australian Open supera Zhang Zhizhen e Matteo Berrettini, per poi cedere in quattro set al campione in carica Jannik Sinner al quarto turno. Nella sfida di Coppa Davis vinta 3-2 contro la Serbia, priva di Novak Đoković, perde il primo singolare contro Hamad Međedović e, con i serbi in vantaggio di 2 match a 0, si impone in doppio e in singolare contro Miomir Kecmanović. Non va oltre il secondo turno a Rotterdam e il primo all'Argentina Open. Ad Acapulco si ritira durante il match di secondo turno a causa di un'intossicazione alimentare. A Indian Wells si spinge in finale dopo aver battuto tra gli altri Ugo Humbert, Stefanos Tsitsipas e Daniil Medvedev. Nell'atto conclusivo del 1000 californiano, tuttavia, raccoglie solo quattro giochi contro Jack Draper. In seguito, esce di scena all'esordio sia a Miami che a Monte Carlo, ritirandosi in quest'ultimo dopo aver perso il primo set.
Ritrova il suo tennis migliore a Barcellona, dove elimina tra gli altri il campione in carica Casper Ruud, Karen Chačanov e in finale ha la meglio sulla prima testa di serie nonché due volte vincitore del torneo e padrone di casa Carlos Alcaraz. È il suo primo titolo di categoria 500, il primo nel circuito in due anni, e lo riporta nella top 10. Delude nei Masters 1000 di Madrid e Roma, mentre al Roland Garros esce al quarto turno per mano di Musetti. All'esordio stagionale sull'erba perde nei quarti al Queen's. A Wimbledon esce al primo turno contro Jarry.

## Allenatori
Fin dai primi anni il suo allenatore è stato Lars Christensen. Dopo un periodo in cui è stato seguito dal coach Patrick Mouratoglou, dall'ottobre 2023 al gennaio 2024 è stato allenato da Boris Becker e a febbraio ha ripreso la collaborazione con Mouratoglou in concomitanza con quella con Kenneth Carlsen. Successivamente Holger si è nuovamente separato da Mouratoglou per essere allenato dal duo Carlsen-Christensen. Nell'estate 2025 ingaggia Marco Panichi, ex- preparatore atletico di Djokovic e di Sinner.

## Statistiche

### Singolare

#### Vittorie (5)
| Legenda              |
| Grande Slam (0)      |
| ATP Finals (0)       |
| ATP Masters 1000 (1) |
| ATP Tour 500 (1)     |
| ATP Tour 250 (3)     |

| N. | Data            | Torneo                                           | Superficie  | Avversario in finale    | Punteggio        |
| 1. | 1º maggio 2022  | Internazionali di Baviera, Monaco di Baviera     | Terra rossa | Botic van de Zandschulp | 3–4 rit.         |
| 2. | 23 ottobre 2022 | Stockholm Open, Stoccolma                        | Cemento (i) | Stefanos Tsitsipas      | 6–4, 6–4         |
| 3. | 6 novembre 2022 | Paris Masters, Parigi                            | Cemento (i) | Novak Đoković           | 3–6, 6–3, 7–5    |
| 4. | 23 aprile 2023  | Internazionali di Baviera, Monaco di Baviera (2) | Terra rossa | Botic van de Zandschulp | 6–4, 1–6, 7–6(3) |
| 5. | 20 aprile 2025  | Barcelona Open, Barcellona                       | Terra rossa | Carlos Alcaraz          | 7–6(6), 6–2      |

#### Finali perse (6)
| Legenda              |
| Grande Slam (0)      |
| ATP Finals (0)       |
| ATP Masters 1000 (3) |
| ATP Tour 500 (1)     |
| ATP Tour 250 (2)     |

| N. | Data            | Torneo                           | Superficie  | Avversario in finale  | Punteggio     |
| 1. | 2 ottobre 2022  | Sofia Open, Sofia                | Cemento (i) | Marc-Andrea Hüsler    | 4–6, 6(8)–7   |
| 2. | 30 ottobre 2022 | Swiss Indoors, Basilea           | Cemento (i) | Félix Auger-Aliassime | 3–6, 5–7      |
| 3. | 16 aprile 2023  | Monte Carlo Masters, Monte Carlo | Terra rossa | Andrej Rublëv         | 7–5, 2–6, 5–7 |
| 4. | 21 maggio 2023  | Internazionali d'Italia, Roma    | Terra rossa | Daniil Medvedev       | 5–7, 5–7      |
| 5. | 7 gennaio 2024  | Brisbane International, Brisbane | Cemento     | Grigor Dimitrov       | 6(5)–7, 4–6   |
| 6. | 16 marzo 2025   | Indian Wells Open, Indian Wells  | Cemento     | Jack Draper           | 2–6, 2–6      |

### Tornei minori

#### Singolare

##### Vittorie (9)
| Legenda tornei minori |
| Challenger (5)        |
| ITF (4)               |

| No. | Data              | Torneo                                       | Superficie  | Avversario in finale   | Punteggio        |
| 1.  | 20 settembre 2020 | M25 Klosters, Klosters                       | Terra rossa | Jesper de Jong         | 6–4, 6–2         |
| 2.  | 15 novembre 2020  | M15 Valldoreix, Valldoreix                   | Terra rossa | Javier Barranco Cosano | 7–6(0), 6–3      |
| 3.  | 6 dicembre 2020   | M15 Antalya, Adalia                          | Terra rossa | Filip Misolic          | 6–0, 4–0 rit.    |
| 4.  | 24 gennaio 2021   | M15+H Bessuire, Bressuire                    | Cemento (i) | Matteo Martineau       | 7–5, 4–6, 6–3    |
| 5.  | 6 giugno 2021     | Biella Challenger Outdoor VII, Biella        | Terra rossa | Marco Trungelliti      | 6–3, 5–7, 7–6(5) |
| 6.  | 14 agosto 2021    | San Marino Open, San Marino                  | Terra rossa | Orlando Luz            | 1–6, 6–2, 6–3    |
| 7.  | 21 agosto 2021    | Internazionali di Tennis Verona, Verona      | Terra rossa | Nino Serdarušić        | 6–4, 6–2         |
| 8.  | 7 novembre 2021   | Internazionali di Tennis di Bergamo, Bergamo | Cemento (i) | Cem İlkel              | 7–5, 7–6(6)      |
| 9.  | 9 aprile 2022     | Sanremo Challenger, Sanremo                  | Terra rossa | Francesco Passaro      | 6–1, 2–6, 6–4    |

##### Finali perse (4)
| Legenda        |
| Challenger (1) |
| Futures (3)    |

| No. | Data              | Torneo                       | Superficie  | Avversario in finale | Punteggio     |
| 1.  | 27 settembre 2020 | M15 Melilla, Melilla         | Terra rossa | Timofej Skatov       | 6–3, 0–6, 1–6 |
| 2.  | 17 gennaio 2021   | M15 Manacor, Manacor         | Cemento     | Evan Furness         | 2–6, 7–5, 0–6 |
| 3.  | 7 febbraio 2021   | M25 Villena, Villena         | Cemento     | Gastão Elias         | 6–3, 2–6, 1–6 |
| 4.  | 30 maggio 2021    | Oeiras Challenger IV, Oeiras | Terra rossa | Gastão Elias         | 7–5, 4–6, 4–6 |

#### Doppio

##### Vittorie (1)
| Legenda        |
| Challenger (0) |
| ITF (1)        |

| N. | Data              | Torneo               | Superficie  | Compagno       | Avversari in finale                    | Punteggio |
| 1. | 27 settembre 2020 | M15 Melilla, Melilla | Terra rossa | Valentin Royer | Max Houkes José Francisco Vidal Azorín | 7–5, 6–3  |

##### Finali perse (1)
| Legenda        |
| Challenger (0) |
| Futures (1)    |

| N. | Data             | Torneo                     | Superficie  | Compagno         | Avversari in finale                   | Punteggio |
| 1. | 15 novembre 2020 | M15 Valldoreix, Valldoreix | Terra rossa | Eric Vanshelboim | Abedallah Shelbayh Pedro Vives Marcos | 5–7, 3–6  |

## Risultati in progressione
| V | F | SF | QF | #T | RR | Q# | A | Z# | PO | O | F-A | SF-B | ND |

(V) Torneo vinto; raggiunto (F) finale, (SF) semifinale, (QF) quarti di finale, (#T) turni 4, 3, 2, 1; (RR) round - robin; (Q#) Turno di qualificazione; (A) assente dal torneo; (Z#) Zona gruppo Coppa Davis/Fed Cup (con indicazione numero); (PO) play-off Coppa Davis o Fed Cup; vinto un (O) oro, (F-A) argento o (SF-B) bronzo ai Giochi Olimpici; (ND) torneo non disputato.

Statistiche aggiornate al ATP Finals 2023.
| Torneo                | 2018          | 2019          | 2020          | 2021          | 2022          | 2023          | 2024  | Titoli | V-S    | V%     |
| Grande Slam           |               |               |               |               |               |               |       |        |        |        |
| Australian Open       | A             | A             | A             | A             | 1T            | 4T            | 2T    | 0 / 3  | 4–3    | 57%    |
| Roland Garros         | A             | A             | A             | A             | QF            | QF            | 4T    | 0 / 3  | 10–3   | 77%    |
| Wimbledon             | A             | A             | ND            | A             | 1T            | QF            | 4T    | 0 / 3  | 7–3    | 70%    |
| US Open               | A             | A             | A             | 1T            | 3T            | 1T            | 1T    | 0 / 3  | 1–3    | 25%    |
| Vittorie-Sconfitte    | -             | -             | -             | 0–1           | 5–4           | 10–4          | 7–3   | 0 / 12 | 22–12  | 65%    |
| Torneo di fine anno   |               |               |               |               |               |               |       |        |        |        |
| ATP Finals            | NQ            | NQ            | NQ            | NQ            | NQ            | RR            |       | 0 / 1  | 1–2    | 33%    |
| Next Gen ATP Finals   | NQ            | NQ            | ND            | RR            | A             | A             | NQ    | 0 / 1  | 1–2    | 33%    |
| Vittorie-Sconfitte    | -             | -             | -             | 1–2           | -             | 1–2           | -     | 0 / 2  | 2–4    | 33%    |
| Nazionale             |               |               |               |               |               |               |       |        |        |        |
| Giochi Olimpici       | Non disputati | Non disputati | Non disputati | A             | Non disputati | Non disputati | A     | 0 / 0  | 0–0    | -      |
| Coppa Davis           | Z2            | Z2            | Z2            | A             | PO            | A             |       | 0 / 0  | 4–1    | 80%    |
| Vittorie-Sconfitte    | 1–0           | 1–0           | 2–1           | -             | -             | -             | -     | 0 / 0  | 4–1    | 80%    |
| ATP Tour Masters 1000 |               |               |               |               |               |               |       |        |        |        |
| Indian Wells          | A             | A             | ND            | 1T            | 2T            | 3T            | QF    | 0 / 4  | 4–4    | 50%    |
| Miami                 | A             | A             | ND            | A             | Q1            | 4T            | 2T    | 0 / 1  | 2–1    | 67%    |
| Monte Carlo           | A             | A             | ND            | 1T            | 2T            | F             | QF    | 0 / 3  | 4–3    | 57%    |
| Madrid                | A             | A             | ND            | A             | A             | 3T            | 3T    | 0 / 1  | 1–1    | 50%    |
| Roma                  | A             | A             | A             | A             | Q1            | F             | 3T    | 0 / 2  | 6–2    | 75%    |
| Canada                | A             | A             | ND            | A             | 2T            | 2T            | 3T    | 0 / 3  | 3–3    | 50%    |
| Cincinnati            | A             | A             | A             | A             | 1T            | 2T            |       | 0 / 2  | 0–2    | 0%     |
| Shanghai              | A             | A             | Non disputato | Non disputato | Non disputato | 1T            |       | 0 / 1  | 0–1    | 0%     |
| Parigi                | A             | A             | A             | A             | V             | QF            |       | 1 / 2  | 8–1    | 89%    |
| Vittorie-Sconfitte    | -             | -             | -             | 0–2           | 9–4           | 14–9          | 9–6   | 1 / 22 | 31–21  | 60%    |
| ATP Tour 500          |               |               |               |               |               |               |       |        |        |        |
| Rotterdam             | A             | A             | A             | A             | A             | 2T            | 2T    | 0 / 2  | 2–2    | 50%    |
| Acapulco              | A             | A             | A             | A             | A             | SF            | SF    | 0 / 2  | 6–2    | 75%    |
| Barcellona            | A             | A             | ND            | 1T            | A             | A             | A     | 0 / 1  | 0–1    | 0%     |
| Halle                 | A             | A             | ND            | A             | 1T            | A             |       | 0 / 1  | 0–1    | 0%     |
| Londra                | A             | A             | ND            | A             | A             | SF            |       | 0 / 1  | 3–1    | 75%    |
| Amburgo               | A             | A             | A             | A             | 1T            | A             |       | 0 / 1  | 0–1    | 0%     |
| Washington            | A             | A             | ND            | A             | 3T            | A             |       | 0 / 1  | 1–1    | 50%    |
| Basilea               | A             | A             | Non disputato | Non disputato | F             | SF            |       | 0 / 2  | 7–2    | 78%    |
| Vittorie-Sconfitte    | -             | -             | -             | 0–1           | 5–4           | 10–4          | 4–2   | 0 / 11 | 19–11  | 63%    |
| Statistiche carriera  |               |               |               |               |               |               |       |        |        |        |
| Tornei ATP disputati  | 0             | 0             | 0             | 11            | 27            | 20            | 12    | 73     | 73     | 73     |
| Finali ATP perse      | 0             | 0             | 0             | 0             | 2             | 2             | 1     | 5      | 5      | 5      |
| Tornei ATP vinti      | 0             | 0             | 0             | 0             | 3             | 1             | 0     | 4      | 4      | 4      |
| Vittorie-Sconfitte    | 1–0           | 1–1           | 2–0           | 7–13          | 39–24         | 44–24         | 22–12 | 116–74 | 116–74 | 116–74 |
| Vittorie (%)          | 100%          | 50%           | 100%          | 35%           | 62%           | 67%           | 65%   | 61%    | 61%    | 61%    |
| Ranking               | –             | 1019          | 473           | 103           | 11            | 8             |       |        |        |        |

## Testa a testa con altri giocatori

### Testa a testa con giocatori classificati top 10
Testa a testa di Rune contro giocatori che si sono classificati nº10 o superiore nella classifica del ranking mondiale
| Giocatore                               | Periodo   | Incontri | Record | V%   | Cemento     | Erba     | Terra       | Ultimo incontro                                               |
| --------------------------------------- | --------- | -------- | ------ | ---- | ----------- | -------- | ----------- | ------------------------------------------------------------- |
| Giocatori classificati n°1 del ranking  |           |          |        |      |             |          |             |                                                               |
| Daniil Medvedev                         | 2023–2025 | 4        | 2–2    | 50%  | 1–1         | –        | 1–1         | Vinto (7–5, 6–4) Indian Wells 2025 Semifinale                 |
| Carlos Alcaraz                          | 2021–2025 | 4        | 2–2    | 50%  | 1–1         | 1–1      | –           | Vinto (7–6(6), 6–2) Barcellona 2025 Finale                    |
| Novak Đoković                           | 2021–2024 | 6        | 2–4    | 33%  | 1–3         | 0–1      | 1–0         | Perso (3–6, 4–6, 2–6) Wimbledon 2024 4º Turno                 |
| Jannik Sinner                           | 2022–2025 | 5        | 2–3    | 40%  | 1–2         | –        | 1–1         | Perso (3-6, 6-3, 6-3, 6-2) Australian Open 4° Turno           |
| Giocatori classificati n°2 del ranking  |           |          |        |      |             |          |             |                                                               |
| Alexander Zverev                        | 2022–2024 | 4        | 1–3    | 25%  | 0–2         | –        | 1–1         | Perso (3–6, 6(4)–7) Paris Masters 2024 Semifinale             |
| Casper Ruud                             | 2021–2024 | 7        | 1–6    | 14%  | 0–1         | –        | 1–5         | Perso (6–3, 3–6, 4–6) Acapulco 2024 Semifinale                |
| Giocatori classificati n°3 del ranking  |           |          |        |      |             |          |             |                                                               |
| Stefanos Tsitsipas                      | 2022–2025 | 4        | 4–0    | 100% | 3–0         | –        | 1–0         | Vinto (6–4, 6–4.) Indian Wells 2025 4º Turno                  |
| Dominic Thiem                           | 2023      | 1        | 1–0    | 100% | –           | –        | 1–0         | Vinto (6–2, 6–4) Monte Carlo 2023 2º Turno                    |
| Stan Wawrinka                           | 2022–2023 | 2        | 1–1    | 50%  | 1–1         | –        | –           | Perso (2–6, 7–6(5), 5–7) Indian Wells 2023 3º Turno           |
| Grigor Dimitrov                         | 2023–2024 | 4        | 2–2    | 50%  | 0–2         | –        | 2–0         | Vinto (7–6(9), 3–6, 7–6(2)) Monte Carlo Masters 2024 3º Turno |
| Giocatori classificati n°5 del ranking  |           |          |        |      |             |          |             |                                                               |
| Andrej Rublëv                           | 2022–2023 | 3        | 1–2    | 33%  | 1–1         | –        | 0–1         | Perso (7–5, 2–6, 5–7) Monte Carlo 2023 Finale                 |
| Taylor Fritz                            | 2023–2024 | 3        | 1–2    | 33%  | 1–2         | –        | –           | Perso (1–6, 2–6) Shanghai 2024 4º Turno                       |
| Giocatori classificati n°6 del ranking  |           |          |        |      |             |          |             |                                                               |
| Matteo Berrettini                       | 2022–2024 | 4        | 4–1    | 75%  | 4–1         | –        | –           | Vinto (7–6(3), 2–6, 6–3, 7–6(4)) Australian Open 2º Turno     |
| Félix Auger-Aliassime                   | 2022–2023 | 4        | 2–2    | 50%  | 2–2         | –        | –           | Perso (3–6, 2–6) Basilea 2023 Semifinale                      |
| Gaël Monfils                            | 2024      | 1        | 1–0    | 100% | 1–0         | –        | –           | Vinto (3–6, 6–3, 6–4) Cincinnati 2024 3º Turno                |
| Alex de Minaur                          | 2022-2024 | 5        | 3–2    | 60%  | 3–1         | –        | 0–1         | Vinto (6–4, 4–6, 7–5) Paris Masters 2024 Quarti di finale     |
| Giocatori classificati n°8 del ranking  |           |          |        |      |             |          |             |                                                               |
| Diego Schwartzman                       | 2023      | 1        | 1–0    | 100% | 1–0         | –        | –           | Vinto (6–4, 6–2) Miami 2023 3º Turno                          |
| Cameron Norrie                          | 2022      | 4        | 1–3    | 25%  | 1–2         | –        | 0–1         | Vinto (6(4)–7, 6–3, 6–3) Stoccolma 2022 Quarti di finale      |
| Giocatori classificati n°9 del ranking  |           |          |        |      |             |          |             |                                                               |
| Fabio Fognini                           | 2022–2023 | 2        | 2–0    | 100% | 1–0         | –        | 1–0         | Vinto (6–4, 6–2) Roma 2023 3º Turno                           |
| Hubert Hurkacz                          | 2022      | 1        | 1–0    | 100% | 1–0         | –        | –           | Vinto (7–5, 6–1) Parigi 2022 2º Turno                         |
| Roberto Bautista Agut                   | 2023      | 2        | 2–0    | 100% | 2–0         | –        | –           | Vinto (6–2, 3–6, 6–2) Montréal 2024 1º Turno                  |
| Giocatori classificati n°10 del ranking |           |          |        |      |             |          |             |                                                               |
| Denis Shapovalov                        | 2022      | 1        | 1–0    | 100% | –           | –        | 1–0         | Vinto (6–3, 6–1, 7–6(4)) Open di Francia 2022 1º Turno        |
| Pablo Carreño Busta                     | 2021–2024 | 4        | 1–3    | 25%  | 1–2         | 0–1      | –           | Vinto (6–1, 6–3) Montréal 2024 2º Turno                       |
| Frances Tiafoe                          | 2024      | 1        | 0–1    | 0%   | 0–1         | –        | –           | Perso (6–4, 1–6, 6(4)–7) Cincinnati 2024 Semifinale           |
| Totale                                  | 2021–2024 | 67       | 32–35  | 48%  | 21–22 (49%) | 0–3 (0%) | 11–10 (52%) | * Statistiche aggiornate al 13 ottobre 2024.                  |

### Vittorie contro top 10 per stagione
| Anno     | 2022 | 2023 | 2024 | 2025 | Totale |
| -------- | ---- | ---- | ---- | ---- | ------ |
| Vittorie | 9    | 5    | 1    | 4    | 18     |

| Anno | N.  | Avversario             | Rank | Torneo                                       | Superficie  | Turno | Punteggio           |
| 2022 | 1.  | Alexander Zverev       | 3    | Internazionali di Baviera, Monaco di Baviera | Terra rossa | 2T    | 6–3, 6–2            |
| 2022 | 2.  | Stefanos Tsitsipas     | 4    | Open di Francia, Parigi                      | Terra rossa | 4T    | 7–5, 3–6, 6–3, 6–4  |
| 2022 | 3.  | Jannik Sinner          | 10   | Sofia Open, Sofia                            | Cemento (i) | SF    | 5–7, 6–4, 5–2 rit.  |
| 2022 | 4.  | Stefanos Tsitsipas (2) | 5    | Stockholm Open, Stoccolma                    | Cemento (i) | F     | 6–4, 6–4            |
| 2022 | 5.  | Hubert Hurkacz         | 10   | Paris Masters, Parigi                        | Cemento (i) | 2T    | 7–5, 6–1            |
| 2022 | 6.  | Andrej Rublëv          | 9    | Paris Masters, Parigi                        | Cemento (i) | 3T    | 6–4, 7–5            |
| 2022 | 7.  | Carlos Alcaraz         | 1    | Paris Masters, Parigi                        | Cemento (i) | QF    | 6–3, 6–6 rit.       |
| 2022 | 8.  | Félix Auger-Aliassime  | 8    | Paris Masters, Parigi                        | Cemento (i) | SF    | 6–4, 6–2            |
| 2022 | 9.  | Novak Đoković          | 7    | Paris Masters, Parigi                        | Cemento (i) | F     | 3–6, 6–3, 7–5       |
| 2023 | 10. | Daniil Medvedev        | 5    | Monte Carlo Masters, Monte Carlo             | Terra rossa | QF    | 6–3, 6–4            |
| 2023 | 11. | Jannik Sinner (2)      | 8    | Monte Carlo Masters, Monte Carlo             | Terra rossa | SF    | 1–6, 7–5, 7–5       |
| 2023 | 12. | Novak Đoković (2)      | 1    | Internazionali d'Italia, Roma                | Terra rossa | QF    | 6–2, 4–6, 6–2       |
| 2023 | 13. | Casper Ruud            | 4    | Internazionali d'Italia, Roma                | Terra rossa | SF    | 6(2)–7, 6–4, 6–2    |
| 2023 | 14. | Stefanos Tsitsipas (3) | 6    | ATP Finals, Torino                           | Cemento (i) | RR    | 2–1 rit.            |
| 2024 | 15. | Grigor Dimitrov        | 9    | Monte Carlo Masters, Monte Carlo             | Terra rossa | 4T    | 7–6(9), 3–6, 7–6(2) |
| 2025 | 16. | Stefanos Tsitsipas (4) | 9    | Indian Wells Open, Indian Wells              | Cemento     | 4T    | 6–4, 6–4            |
| 2025 | 17. | Daniil Medvedev (2)    | 6    | Indian Wells Open, Indian Wells              | Cemento     | QF    | 7–5, 6–4            |
| 2025 | 18. | Casper Ruud (2)        | 10   | Barcelona Open, Barcellona                   | Terra rossa | QF    | 6–4, 6–2            |
| 2025 | 19. | Carlos Alcaraz (2)     | 2    | Barcelona Open, Barcellona                   | Terra rossa | F     | 7–6(6), 6–2         |